# Муша (село)
Муша — село в Советском районе Кировской области в составе Колянурского сельского поселения. 

## География
Находится на расстоянии примерно 23 километра по прямой на юг от районного центра города Советск.

## История
Известно с 1717 года как починок Мушин с 1 двором, в 1764 году учтено 224 жителя. В 1873 году здесь (деревня Муша или Большая или Деблята или Барушканы)  было отмечено дворов 53 и жителей 556, в 1905 55 и 285, в 1926 (деревня Большая Муша) 66 и 350, в 1950 были раздельно учтены деревня Большая Муша (56 хозяйств и 196 жителей) и село Муша (42 и 123 соответственно). В 1989 году в объединенном селе Муша проживало 469 человек. Мушинская Покровская церковь построена в 1906 году.

## Население
Постоянное население составляло 429 человек (русские 98%) в 2002 году, 292 в 2010.